# 연쇄상구균 신속항원검사
연쇄상구균 신속항원검사(rapid strep test, RST)는 A군 연쇄상구균(GAS)에 의한 세균성 인두염(연쇄상구균 인두염)의 진단을 돕기 위해 임상에서 널리 사용되는 신속항원검사(RADT)의 일종이다. 여러 종류의 연쇄상구균 신속항원검사가 사용되고 있으며 각각의 검사법은 서로 다른 기술을 이용한다. 그러나 모든 검사법은 인후 도말에 있는 GAS 특이적인 항원을 항체와 반응시켜 사람의 목구멍에 있는 GAS를 검출한다.

## 의학적 사용
연쇄상구균 신속항원검사는 인후에 흔히 발생하는 감염인 인두염에 걸린 사람에게 항생제를 투여할 때 임상의의 판단을 도울 수 있다. 바이러스 감염이 인두염의 주된 원인이지만, 세균 감염 역시 상당한 부분(어린이의 20 ~ 40%, 성인의 5 ~ 15%)을 차지한다. 바이러스 감염과 세균 감염의 증상은 구분할 수 없는 경우도 있지만, 항생제로 효율적인 치료가 가능한 것은 세균 감염뿐이다. 세균성 인두염의 주요 원인은 A군 연쇄상구균이므로, 사람의 인후에 A군 연쇄상구균이 존재하는 것이 항생제 처방의 필수 조건이라고 할 수 있다. A군 연쇄상구균 인두염은 약물 치료 없이도 대개 1주일 이내에 낫는 자기 제한성 감염이다. 그러나 항생제는 질병의 기간과 중증도를 줄일 수 있고, 류마티스성 심장병과 같은 드물지만 심각한 합병증의 위험을 감소시킬 수 있다.
연쇄상구균 신속항원검사는 공공 보건에도 이점이 있다. 부적절한 항생제 사용은 개인에게 의도치 않은 부작용을 일으킬 수 있고, 세균의 약물 내성 균주가 발생하는 데에 한 원인이 된다고 생각된다. 신속항원검사를 통해 세균 감염인지 확인하면 항생제가 필요하지 않은 바이러스 감염인 경우 항생제를 사용하지 않을 수 있다.
일부 임상 가이드라인에서는 인두염 환자에게 연쇄상구균 신속항원검사를 사용하도록 권장하기도 하지만, 권장하지 않는 가이드라인도 있다. 미국의 가이드라인은 유럽의 가이드라인보다 신속항원검사 사용을 더 일관적으로 선호한다. 연쇄상구균 감염으로 인한 합병증이 더 자주 발생하는 제3세계에서 연쇄상구균 신속항원검사가 더 유용할 수 있으나, 제3세계를 대상으로 한 연구는 잘 이루어지지 않은 상태이다.
인후 도말을 통한 미생물 배양은 특이도와 민감도가 높아 연쇄상구균 신속항원검사보다 신뢰성 있고 합리적인 대안이다. 그러나 배양에는 특수한 시설이 필요하고 결과가 나오기까지 48시간 정도가 보통 소요된다. 반면 신속항원검사는 수 분 만에 결과를 낼 수 있다.

## 절차
먼저 사람의 목구멍에서 점액 표본을 채취하여 모은다. 대부분의 신속항원검사에서는 이 점액 표본을 시약을 포함한 항체에 노출시킨다. 항체는 GAS의 항원과 특이적으로 결합한다. 양성 결과는 눈으로 볼 수 있는 특정 반응으로 나타난다. 연쇄상구균 신속항원검사에는 세 가지 주된 종류가 있다. 첫째는 1980년대에 개발되어 현재는 거의 쓰이지 않는 방식인 라텍스 응집 검사이다. 라텍스 응집 검사에서는 항원을 흡착시킨 라텍스 입자를 사용하며, GAS 항체가 존재한다면 항체 주변에 입자가 응집되어 덩어리를 이룬다. 둘째는 측방 유동 검사로 현재 가장 널리 사용되는 방식이다. 측방 유동 검사에서는 표본을 니트로셀룰로오스 필름 조각에 바르는데, 만일 GAS 항원이 존재한다면 항원이 필름을 따라 이동하여 표지된 항원에 결합하고, 이로 인해 눈으로 보이는 선을 만든다. 마지막으로 광학 면역분석법은 가장 비싸고 최근에 개발된 검사법으로, 표지된 항체를 표본과 섞은 다음 필름의 특수한 기질과도 섞는다. 그러면 GAS 항원의 존재 여부에 따라 색이 바뀌게 된다.

## 해석
GAS가 존재할 때 신속항원검사의 특이도는 최소 95%로 연구에 따라서는 특이도가 100%에 가깝다는 결과도 존재한다. 따라서 검사 결과가 양성이라면 GAS가 실제로 있을 가능성이 높다. 그러나 인구의 5 ~ 20%는 평소에도 증상 없이 인후에 GAS가 보균된 상태이므로, 인두염 환자가 GAS가 있다고 해서 GAS가 인두염의 원인이라는 것이 증명되지는 않는다. 측방 유동 연쇄상구균 신속항원검사의 민감도는 65 ~ 80%로 다소 낮다. 그러므로 신속항원검사에서 음성이 나왔어도 GAS 인두염을 배제할 수 없으며, 이는 민감도가 90 ~ 95%인 배양 검사와 비교했을 때 상당한 단점이다. 그러나 광학 면역분석법은 94%라는 높은 민감도를 보인다.
신속항원검사로는 무증상 감염자와 GAS 감염을 구별할 수 없지만, 여러 권위 있는 단체에서는 인후통이 있는 환자에서 신속항원검사 결과가 양성이라면 항생제 치료를 권장한다. 미국의 가이드라인에서는 미생물 배양 결과가 음성인지 추적 관찰하는 것을 권장하는 반면 유럽의 가이드라인에서는 신속항원검사 결과를 신뢰하는 것을 추천한다.

## 같이 보기
- 선별